# Arnau de Vilanova
Arnau de Vilanova, denominado también Arnaldo de Vilanova o de Villanueva en castellano, Arnaldus de Villa Nova o Arnaldus Villanovanus en latín y Arnaud de Villeneuve en francés (ca. 1238 - Génova, 1311), posiblemente nacido en Villanueva de Jiloca, Zaragoza, fue médico, teólogo y embajador español de grandes figuras de la monarquía y del clero de su época. 
Escribió obras claves para la medicina europea medieval, como Regimen Sanitatis ad regum Aragonum, Medicinalium introductionum speculum y algunos tratados de patología general. Se le conocía como el "médico de Reyes y Papas". Aunque tiene atribuidos textos de alquimia, las ediciones críticas de sus obras auténticas de medicina, filosofía y temas religiosos ha demostrado que ningún tratado alquímico es obra suya. Concretamente, las investigaciones heurísticas llevadas a cabo por Juan Antonio Paniagua, le llevaron a demostrar que gran parte de las obras atribuidas a Arnau de Vilanova eran apócrifas, en particular las referentes a los aspectos más próximos al esoterismo.
De formación políglota, Arnau dominaba el hebreo, árabe, probablemente el griego y algunas lenguas vulgares de Francia e Italia; sin embargo, empleó únicamente dos para escribir sus obras: el latín y catalán/valenciano.

## Biografía

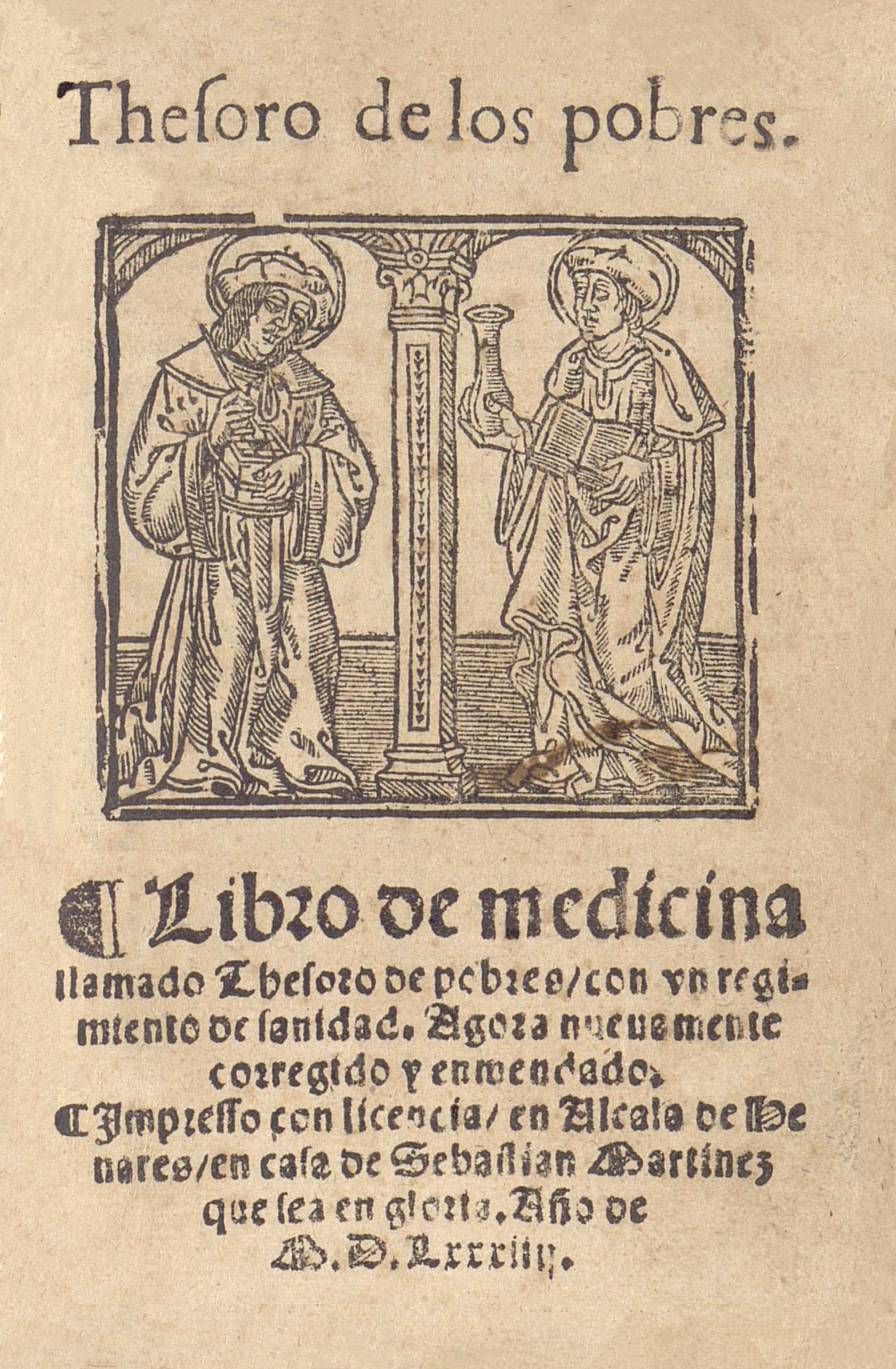
Thesoro de pobres (edición en español de 1584)

Probablemente fue el médico más importante del mundo latino medieval, implicado también en cuestiones político-religiosas de su tiempo. 
Las referencias acerca del origen de  Vilanova son especialmente oscuras y embrolladas; referencias ocasionales y contradictorias hacen de Francia, Cataluña o Valencia la patria de Vilanova. Menéndez Pelayo escribió ya en 1880 que "el referir y contrariar los yerros cometidos por los biógrafos de Arnaldo sería prolijo y enfadoso". 
Descubrimientos documentales recientes apuntan a Villanueva de Jiloca, cerca de Daroca, como el lugar de nacimiento del físico, sin que se conozca la fecha exacta, rondando el año 1240. Sin embargo, muy pronto emigró, presumiblemente con su familia, al vecino Reino de Valencia, poco tiempo antes conquistado por el rey Jaime I (entre 1225 y 1262) para los cristianos. En su capital fue tonsurado a los siete años, vivió y ejerció su profesión como médico, tuvo propiedades y profesó monja dominica a su hija María (1291).
Otra hipótesis plausible es que fuese de origen leridano, perteneciente al linaje ilerdense Vilanova, linaje de famosos médicos  y juristas vinculados al Studium Generale, la Universidad de Lérida en época medieval. A pesar de la mencionada tendencia actual que lo considera aragonés o valenciano, la ascendencia leridana de Arnau de Vilanova no puede negarse, ya que él mismo en su tratado “De spurcitiis pseudo-religiosorum”, se identifica como “Arnaus Ilerdensis”.
En 1260 estudiaba Medicina en Montpellier. En 1280 era ya médico prestigioso. Diez años más tarde se halla de nuevo en Montpellier como maestro de su pujante Escuela médica; aunque no por ello deja de atender sus intereses valencianos y la salud de la familia de Jaime II de Aragón. Este rey, gran amigo de Vilanova, le enviaría en 1299 a la corte de Francia en misión diplomática, y en París iba a dar a conocer las ideas que había ido desarrollando acerca del próximo fin del mundo y de la necesaria reforma de la Iglesia. La repulsa de los teólogos de la Sorbona, que condenan su Tractatus de tempore adventu Antichristi (Tratado sobre el tiempo en que ha de venir el Anticristo), va a marcar un giro en su vida: herido por la afrenta y convencido de su verdad, se lanzó a una campaña vindicativa que mengua, aunque no elimina, su labor profesional. Le vemos en 1301 apelando al papa Bonifacio VIII y remitiendo un opúsculo apologético a destacadas personalidades de la cristiandad; en 1302, polemizando vehementemente con los dominicos encabezados por el que había sido su amigo y confesor Fray Martín de Ateca que rechazan sus ideas; en 1304, protestando ante el cónclave reunido en Perusa... La elección de Clemente V, antiguo amigo de Vilanova, a cuyo examen somete la colección de sus escritos religiosos, le trae unos años de calma (1305-09) en los que Vilanova realiza gestiones a favor de sus reyes en la corte pontificia de Aviñón y lleva a cabo una amplia propaganda espiritual entre las comunidades laicas de la Provenza. 
El prestigio de que goza le permite intervenir en problemas del Reino de Valencia, tales como el proceso de los templarios, los proyectos de Cruzada, las disidencias del franciscanismo estricto o las tensiones entre la Santa Sede y el rey de Sicilia. Era éste el joven y caballeroso Federico II, en el que el maestro Vilanova hallaría un discípulo fiel y ferviente; a su dictado había emitido disposiciones para el buen orden de su casa y reino; y en 1309 le confiaba unos sueños misteriosos, cuyo significado interpretaría Vilanova relacionándolo con otros tenidos por Jaime II, en el sentido de que ambos reyes hermanos habían de promover la acción renovadora de la Iglesia preconizada por él. La exposición que de todo ello hiciera Vilanova en consistorio público iba a provocar su ruina. Ante la protesta de la curia y la indignación del rey de Aragón, Vilanova tuvo que refugiarse junto al de Sicilia. 
De una longevidad inusual para la época, murió septuagenario en Génova el 8 de septiembre de 1311, cuando realizaba gestiones para evitar el inicio de hostilidades contra Roberto I de Nápoles.

## Obras

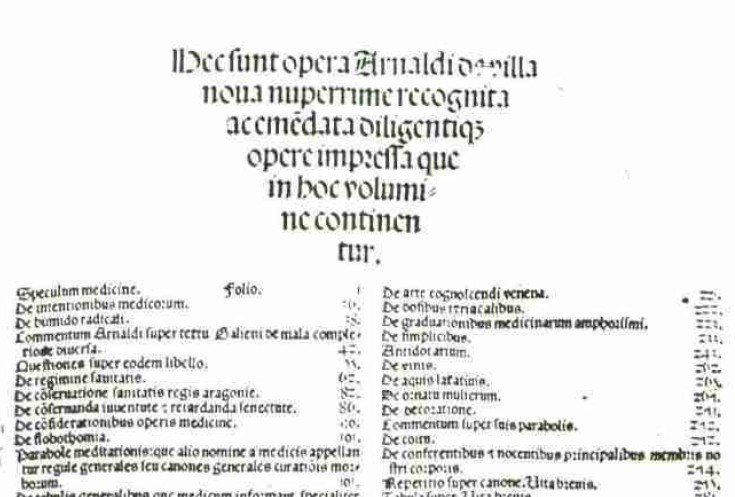
Obras de Arnaldo.

Vilanova tuvo una activa intervención en la vida política de su tiempo, casi siempre movida por sus ideales religiosos y apoyada en su prestigio profesional: en la amistad de Jaime II, en la tolerancia de Bonifacio VIII o en la benevolencia de Clemente V subyace la gratitud del paciente eficazmente tratado, aunque se vea también fomentada por la lealtad del súbdito y la fidelidad del cristiano. Hay en la obra religiosa de Vilanova más de celo indiscreto, de ingenuidad idealista o de fantasía exaltada que de heterodoxia formal. Implicado en el movimiento de los espirituales, en la línea de las extrañas especulaciones de Joaquín de Fiore, busca la salvación del mundo en sus lucubraciones escatológicas, en sus exigencias de reforma eclesiástica y en sus exhortaciones ascéticas. Pero aunque las fantasías de la especulación o las violencias de la polémica le lleven a expresiones desafortunadas, nunca cae en la herejía. La sentencia de la Junta de teólogos de Tarragona, que en 1316 ordenó la destrucción de sus obras espirituales, fue anticanónica y desmesurada. 
Pero Vilanova fue ante todo magister medicinae. Por una parte, clínico práctico de amplia experiencia y fama bien acreditada. Por otra, profesor destacado de la mejor Facultad del medievo. Por otra, autor de una importante obra médica, muy difundida y apreciada a lo largo de tres siglos y a lo ancho de toda la cristiandad: apenas hay biblioteca importante que no cuente con copias medievales o ediciones renacentistas de algunos de sus escritos científicos; en el siglo XVI se hizo una colección que trataba de recoger sus obras completas, cuyo éxito denotan las reimpresiones que se sucedieron, en las que textos espurios se albergaron a la sombra de su prestigio. Puede decirse que la obra médica de Vilanova responde a su condición de médico escolástico, un sabio formado en los textos clásicos de Hipócrates y Galeno, recibidos a través de su versión arábiga y completados con las mejores producciones de los autores que escribieron en árabe. Aunque no le hubiera sido preciso el conocimiento de este idioma —pues la mayor parte de esos libros habían sido ya traducidos al latín—, sabemos que Vilanova lo poseía a la perfección y que en sus años de médico regio en Barcelona había traducido opúsculos de Galeno, Avicena y otros. 

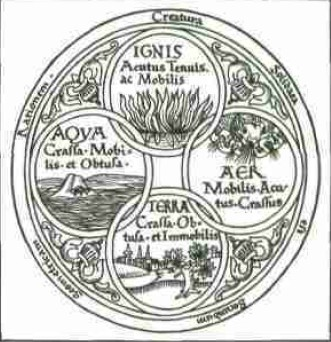
Fuego, agua, aire y tierra.

El grueso de su obra original es fruto de su época en Montpellier: hay un conjunto de tratados extensos y bien elaborados que reflejan el estilo y responden a la utilidad de la docencia impartida en las Escuelas de Medicina. Comentarios eruditos —varios de los cuales se han perdido o permanecen inéditos— a los autores exigidos en el plan de estudios; colecciones de aforismos de intención nemotécnica —entre los que destacan las popularísimas Parábolas de la medicación, de las que se conservan 40 copias de los siglos XIV y XV y que fueron editadas 15 veces en el XVI—; obras de doctrina médica, unas estrictamente especulativas —De humido radicale—, otras que desembocan ampliamente en la práctica —como De considerationibus operis medicinae—, todas ellas coronadas por esa admirable síntesis de los principios de la ciencia médica que es la llamada Speculum medicinae; densas exposiciones de farmacología básica, como el tratado De graduatibus medicinarum, tan importante en la línea de los intentos medievales de una teorización de la dosificación medicamentosa, etc.
Junto a este bloque de escritos está el tan conocido Regimen sanitatis, escrito en 1308, para tutelar la salud del rey de Aragón, pero que pronto se difundió amplísimamente por toda Europa, siendo traducido al valenciano y al hebreo, y los extensos catálogos de medicamentos simples y compuestos —Simplicia y Antidotarium—, así como las monografías, breves y expresivas, que abordan los más diversos problemas clínicos. En cambio, puede afirmarse el carácter apócrifo de obras tan ligadas al nombre de Villanova como son el Liber de vinis, el Breviarium practicae y el comentario al Regimen sanitatis salernitanum. Y desde luego, del conjunto de los libros de alquimia que le han sido atribuidos. En este aspecto hay motivos suficientes para eliminar el manto de alquimista popularizado por autores y copistas del siglo XV, que tanto se suele destacar en la visión habitual que se da de su persona. El estudio sistemático de su obra auténtica, tanto en medicina como en filosofía y temas religiosos revela un estilo a la hora de escribir, un uso de fuentes y recursos retóricos que no tienen nada que ver con los de los textos alquímicos. El origen de las primeras atribuciones se debe a una confusión entre su nombre y el de un alquimista llamado Pedro Arnaldo de Vilanova, activo hacia 1320-1365, que fue médico cirujano y residió en Montpellier, Aviñón, Puy-en-Velay y el Reino de Nápoles. Así pues, actualmente podemos afirmar que no fue alquimista, ni nigromante, ni rebelde innovador. Más bien, fue un médico galenista que, sobre la base de un profundo conocimiento de la ciencia transmitida por los antiguos, elaboró una doctrina tan propia como tradicional, que procuró celosamente preservar de toda cavilación filosofizante —véase su obra De intentione medicorum— y dirigir a la práctica clínica concreta. Sus obras sobre medicina constituyen un bien forjado eslabón en la cadena de transmisión perfeccionadora del saber médico clásico.
En total, su obra médica se compone de 27 títulos auténticos más otros 51 atribuibles al maestro, según las investigaciones publicadas en la Arnaldi de Vilanova Opera Medica Omnia. Tratan sobre medicina teórica con fines docentes (Speculum medicinae), aforismos (Aphorismi de gradibus), regímenes de sanidad (Regimen sanitatis ad regem Aragonum y Regimen Almeriae encargados ambos por el rey Jaime II), medicina práctica, astrología médica, farmacia, así como traducciones y reelaboraciones técnicas de Avicena, Galeno, Abu-l-Salt, etc. Arnau también escribió muchas obras sobre temas muy diversos y de características muy distintas: comentarios a otras obras, interpretaciones de los tetragramas divinos, escritos de denuncia de los falsos clérigos, obras apocalípticas, de polémica religiosa, sermones, cartas... Generalmente se suelen denominar "obras espirituales", "teológicas" o "religiosas", aunque su temática y estilo no siempre de ajuste a tales calificativos. Al igual que ocurre con su obra médica, hay un proyecto de edición para estos textos espirituales bajo el nombre de Arnaldi de Villanova Opera Theologica Omnia (AVOThO).

## Cronología
- 1238. Lugar de nacimiento desconocido, algunos autores afirman en Valencia durante la dominación árabe, otros afirman en el señorío de Montpellier (hoy en Francia, en aquel entonces señorío de los reyes de Aragón), otros hablan de Languedoc, Provenza y Cataluña. Dado que él mismo en su tratado “De spurcitiis pseudo-religiosorum” se identifica como “Arnaus Ilerdensis”, es muy verosímil que fuese de ascendencia leridana.
- 1260. Estudia medicina en Montpellier.
- 1267-76. Amplía estudios en Nápoles y probablemente en Salerno.
- 1281-1290. Es médico de los reyes de Aragón, Pedro el Grande, Alfonso III y Jaime II. Traduce libros de Avicena y Galeno.
- 1290-1299. Profesor de medicina en Montpellier.
- 1299. Va progresivamente abandonando el ejercicio de la medicina para dedicarse a la filosofía y a la teología. Entra en discusión con numerosas personalidades de la época.
- 1311. Muere cuando viaja a Génova.

## Bibliografía

Opere